# Baengnyeong
Đảo Baengnyeong (đôi khi gọi là Baekryeong; phát âm tiếng Hàn Quốc: [pɛŋnjʌŋ-do]; âm Hán Việt: Bạch Linh) là một hòn đảo ở huyện Ongjin, Incheon, Hàn Quốc, Đảo Baengnyeong là một đảo thuộc Hàn Quốc trong Hoàng Hải, ngoài khơi bán đảo Ongjin ở Bắc Triều Tiên. Bắc Triều Tiên cũng tuyên bố chủ quyền đối với hòn đảo Baengnyeong. Đảo Baengnyeong có cự ly gần 10 dặm Anh so với bờ biển Bắc Triều Tiên, cự ly hơn 100 dặm Anh so với bờ biển Hàn Quốc. Đảo này nằm ở phía tây của Northern Limit Line, biên giới de facto giữa Bắc Triều Tiên và Hàn Quốc.
Hòn đảo Baengnyeong và khu vực xung quanh là nơi thường có các đụng độ giữa hai nước Hàn Quốc và Bắc Triều Tiên, không nằm trong hiệp định đình chiến vào giai đoạn kết thúc chiến tranh Triều Tiên và các đảo khu vực này cũng được Bắc Triều Tiên tuyên bố chủ quyền. Tình hình trở nên phức tạp bởi sự hiện diện của ngư trường nhiều cá, được ngư dân Bắc Triều Tiên và ngư dân Trung Quốc khai thác và đã từng xảy ra các đụng độ trong nhiều năm giữa chiến hạm hai nước. Các cuộc đụng độ này được gọi là các cuộc chiến cua.
Tháng 3 năm 2010, tại khu vực gần hòn đảo này đã xảy ra sự cố đắm tàu Hải quân Hàn Quốc.